# Somatotropina bovina
La somatotropina bovina (abbreviato in BST o BGH, dall'inglese Bovine Growth Hormone, ovvero "ormone della crescita bovina") è un ormone proteico prodotto dall'ipofisi dei bovini. Essa svolge un ruolo nella crescita e nello sviluppo dell'organismo.

## Sintesi in laboratorio
Nel 1994 questo ormone è stato sintetizzato con la tecnologia del DNA ricombinante per creare la somatotropina ricombinante bovina (rBST), l'ormone ricombinante della crescita bovina (rBGH) o ormone artificiale della crescita. La Monsanto fu la prima azienda a sviluppare questa tecnologia e a metterla in commercio col nome di "Posilac" - un marchio adesso di proprietà della Elanco Animal Health, una divisione della Eli Lilly and Company.

## Restrizioni legislative
L'uso dell'ormone artificiale della crescita nell'allevamento dei bovini va incontro a restrizioni in molti paesi, a causa dei problemi riportati sul benessere animale.
Gli Stati Uniti d'America sono l'unica nazione che permette la somministrazione dell'ormone nell'alimentazione dei bovini d'allevamento, destinati sia al mercato della carne, sia alla produzione di latte, sebbene la pressione dell'opinione pubblica abbia convinto molte aziende a preferire la commercializzazione di latti etichettati come provenienti da allevamenti esenti da rBGH.
L'uso del Posilac è stato bandito in Canada, Australia, Nuova Zelanda, Giappone, oltre che in tutti i paesi membri dell'Unione europea per le controversie legate alla sua somministrazione ai bovini: un rapporto dell'Unione europea pubblicato nel 1999 segnala problemi sul benessere animale dovuti alla somministrazione degli ormoni alle specie bovine, come "dolori intensi e non necessari, sofferenze e stress [...] associate a seri problemi di mastite, zoppie, e qualche problema riproduttivo".

## Controversie
L'ormone della crescita bovina è stato ed è tuttora oggetto di numerosissime controversie.
Diversi studi su questo ormone hanno riscontrato uno stato di stress sulle mucche inoculate con questo ormone e inoltre hanno ipotizzato che quest'ultimo potesse essere la causa di numerose patologie legate alla produzione di latte che sembrerebbe essere tossico, tuttavia nessuno di questi studi ha dimostrato il rapporto causa-effetto tra questi fenomeni.
A causa di queste controversie molti stati del mondo lo hanno bandito considerandolo tossico.
Tra questi stati però non sono presenti gli Stati Uniti dove questo prodotto è considerato sicuro dalla Food and Drug Administration (FDA).